# 光行差
光行差（或称为天文光行差、恒星光行差）是指运动的观测者观察到光的方向与同一时间同一地点静止的观测者观察到的方向有偏差的现象。光行差现象在天文观测上表现得尤为明显。由于地球公转、自转等原因，地球上观察天体的位置时总是存在光行差，其大小与观测者的速度和天体方向与观测者运动方向之间的夹角有关，并且在不断变化。

光行差可以由速度叠加的原理解释。在沿EE'方向运动的观察者看来，天体S好像位于S'的方向。

該圖顯示了從地球上觀察到的恆星的視位置如何根據地球速度而變化。 效果通常比圖示的小得多。

光行差本质是由于光速有限以及光源与观察者存在相对运动造成的，类似于运动中的雨滴：下雨的时候，站在原地不动的人感觉到雨滴是从正上方落下的，而向前走的人感觉雨滴是从前方倾斜落下的，因此需要把伞微微向前倾斜。走得越快，需要倾斜得越厉害。光行差的成因与此相似，只不过不符合经典的速度叠加法则，而是需要考虑相对论效应带来的修正。
地球上的观测者与天体之间的相对运动可以分解为各种成分，分别对应下面几种相应的光行差：
- 周年光行差——地球绕太阳公转造成的光行差，最大可以达到20.5角秒。天文学中定义周年光行差常数（简称光行差常数）为κ=v/c，其中c是光速，v是地球绕太阳公转的平均速度；
- 周日光行差——地球自转造成的光行差，比周年光行差小两个数量级，约为零点几角秒；
- 长期光行差——太阳系在宇宙空间中的运动造成的光行差，包括：
  - 太阳自行造成的光行差，约为13角秒，但方向不变；
  - 太阳系绕银河系自转造成的光行差，约为100多角秒，但周期很长。

在一般问题中，长期光行差可以不必考虑。
地球的公转速度约为30公里／秒，光速为30万公里／秒，由此可以估算出光行差带来的角度变化约为20.49551角秒。这个角度对于小型的天文望远镜来说非常微小，因此尽管历史上很早就有人认为存在光行差，但直到1725年才由英国天文学家詹姆斯·布拉德雷在观测恒星视差时意外发现。

## 外部鏈接
- （英文）Courtney Seligman （页面存档备份，存于） on Bradley's observations